# ADE (химиотерапия)
ADE в контексте химиотерапии — это общепринятый в онкогематологии акроним для одного из режимов химиотерапии, часто используемого как индукционный или консолидационный режим при остром миелоидном лейкозе, особенно у пациентов из группы высокого риска или при рецидиве или рефрактерности к стандартной индукционной химиотерапии первой линии — режиму «7+3».
Режим ADE состоит из трёх препаратов:
1. Цитарабин — Ara-C — антиметаболит;
2. Даунорубицин — Daunorubicin — антрациклиновый антибиотик, который обладает способностью интеркалировать ДНК, нарушая тем самым клеточное деление и предотвращая митоз;
3. Этопозид — Etoposide — ингибитор топоизомеразы.[1]

## Режим дозирования
| Лекарство                     | Доза      | Путь введения                                                               | Дни          |
| ----------------------------- | --------- | --------------------------------------------------------------------------- | ------------ |
| Цитарабин — (A)ra-C           | 200 мг/м2 | Внутривенно болюсно, каждые 12 часов в разделённых дозах (100 мг/м2 каждая) | Дни 1-10     |
| Даунорубицин — (D)aunorubicin | 50 мг/м2  | Внутривенно болюсно, медленно                                               | Дни 1, 3 и 5 |
| Этопозид — (E)toposide        | 100 мг/м2 | Внутривенная инфузия в течение 1 часа                                       | Дни 1-5      |